# Terreiro do Gantois
A Sociedade São Jorge do Gantois, Terreiro do Gantois ou Ilê Iaomim Axé Iamassê (em iorubá: Iyá Omin Axé Iyá Massê), é um terreiro de candomblé brasileiro em Salvador, especificamente no bairro da Federação. Foi tombado nacionalmente em 2002 pelo IPHAN, sob o processo n.º 1471-T-00, 2002.
Essa é outra grande casa de candomblé Queto (Alaqueto), que também nasceu da Casa Branca do Engenho Velho, foi fundado por Maria Júlia da Conceição Nazaré em 1849.
O nome Gantois (pronuncia-se gantoá) tem origem do Edouard Gantois, dono do terreno onde o templo religioso foi construído.
O que diferencia o Gantois de outros terreiros tradicionais da Bahia, como o Ilê Axé Opô Afonjá, Casa Branca do Engenho Velho, Terreiro do Bogum e outros, é que a sucessão se dá pela linhagem e não através de escolha pelo jogo de búzios.[carece de fontes?]
Segundo o antropólogo Júlio Braga: "Historicamente, o Gantois é um candomblé familiar de tradição hereditária consanguínea, em que os regentes são sempre do sexo feminino", em entrevista fornecida ao Correio da Bahia.

## Sacerdotisas
As sacerdotisas que lideraram o terreiro foram:[carece de fontes?]
- Maria Júlia da Conceição Nazaré (1849-1910)
  - Jacinto da Conceição
- Mãe Pulquéria (1918)
- Maria da Glória Nazareth (1918-1920)
- Mãe Menininha do Gantois (1922-1986)
- Mãe Cleusa de Nanã (1989-1998)
- Mãe Carmen de Oxaguian (2002)